# Agrilus bidentulus
Agrilus bidentulus (лат.) — вид узкотелых жуков-златок.

## Распространение
Китай.

## Описание
Длина узкого тела взрослых насекомых (имаго) 6,1—7,5 мм. Отличаются плоскими метакоксальными пластинками у самцов, не выступающими наружу; срединная доля эдеагуса гладкая, без зубчатых боков. Переднегрудь с воротничком. Боковой край переднеспинки цельный, гладкий. Глаза крупные, почти соприкасаются с переднеспинкой. Личинки развиваются на различных лиственных деревьях. Встречаются с июня по август на высотах от 1800 до 2600 м. Валидный статус был подтверждён в ходе ревизии, проведённой в 2011 году канадскими колеоптерологами Эдвардом Йендеком (Eduard Jendek) и Василием Гребенниковым (Оттава, Канада).